# Llei bibliomètrica del creixement exponencial
La llei bibliomètrica del creixement exponencial o llei del creixement exponencial de la informació científica va ser formulada per Derek J. de Solla Price el 1951, reelaborada el 1956 i ampliada el 1963. Price va constatar que el creixement de la informació científica era exponencial i que es produïa a un ritme tan alt que podia arribar a duplicar-se cada 10-15 anys. Aquest ritme era molt superior a altres processos socials, però similar a altres desenvolupaments del context natural, com els biològics i el creixement de la població. És clar que, en gran manera, això pot dependre de l'àrea del coneixement que s'atengui. És a dir, que està succeint un creixement exponencial, que aconsegueix un límit i és una progressió geomètrica, denominada «explosió de la informació», definida per la fórmula:
N: magnitud de mesura relacionada amb la mida de la ciència

N0: magnitud de mesura en el temps t = 0

t: temps

b: constant que relaciona la velocitat de creixement amb la mida ja adquirida per la ciència

## Història
La gegantesca grandària de la ciència del nostre temps, des de qualsevol punt de vista, i l'extraordinària rapidesa del seu ritme d'increment són fets tan evidents que ha prosperat l'expressió big science, introduïda pel nord-americà A. M. Weilderg, en contraposició a la little science anterior, fins a convertir-se en un tòpic repetit en una interminable sèrie d'articles i llibres trivials l'únic interès dels quals resideix en què algunes ocasions inclouen dades quantitatives aprofitables.
La versió d'aquest tòpic en documentació científica és la famosa explosió informativa, expressió, per cert, desafortunada, ja que, com es demostra en paràgraf posterior, no es tracta d'un fenomen sobtat, sinó del resultat d'un procés de creixement ininterromput durant diversos segles.
Des de fa bastants anys s'han acumulat dades estadístiques relatives al creixement de la ciència. Sobre aquest tema s'havien formulat interpretacions descriptives. Eren relativament freqüents, per exemple, analogies amb l'increment biològic. El primer a formular de manera precisa la llei de creixement exponencial de tots els aspectes quantificables de la ciència va ser D. J. de Solla Price. La seva primera publicació sobre el tema data de 1951. És un article publicat en els Archives internationales d'histoire des sciences, que després va ampliar i va reelaborar en altres treballs, fins a arribar al seu estudi més ampli relatiu al tema, que ha aconseguit major difusió.
La llei del creixement exponencial formulada per Price ha aconseguit una divulgació realment extraordinària. No hi ha publicació que es refereixi a la «explosió informativa» o en la qual s'ocupi d'algun mode de les relacions entre ciència i societat que no la resumeixi, amb major o menor encert i amplitud.
No obstant això, tan unànime acolliment no ha estat desproveïda de crítiques, des de les més diverses posicions. Crítiques, en primer lloc, irracionals, fundades únicament en el prejudici dels qui es resisteixen a un estudi científic dels problemes de la ciència, aferrant-se a un plantejament humanístic. El prototip d'aquesta classe d'atacs és el realitzat per la redacció de Nature, revista en la qual, d'altra banda, han aparegut nombrosos i importants treballs sobre anàlisis estadístiques i sociomètriques relatius a la literatura científica.
Un altre tipus de crítiques està més aviat dirigit a males interpretacions d'aquesta llei, com és el cas de S. Rose, qui ha subratllat que «molts dels conceptes que Price utilitza han estat molt mal entesos, abusant-se d'ells més enllà del creïble».
La llei de desenvolupament accelerat de la ciència s'utilitza sistemàticament com a fonament pels documentalistes, filòsofs i historiadors de la ciència, però rectificant la corba de creixement proposada per Engel.
Un problema inseparable del creixement de la ciència és el ràpid envelliment de la literatura científica; és a dir, l'accelerada tendència al fet que les publicacions d'aquesta índole caiguin en desús.

## Etapes
Price va proposar que aquest creixement es feia en tres etapes:
- Precursors: apareixen les primeres publicacions en un camp científic
- Creixement exponencial: el camp d'investigació esdevé un front d'investigació
- Creixement lineal: el camp s'alenteix. Les publicacions adopten la forma de revisions o de compilacions. Una fase de creixement exponencial, en la qual la taxa de creixement és proporcional a la grandària de la mostra.

No només la literatura científica s'incrementa de manera exponencial, també el nombre d'investigadors. Per això la primera conclusió que va obtenir Price del creixement exponencial va ser la que va anomenar com contemporaneïtat de la ciència. Expressió que denota la notorietat del fenomen que la quantitat de científics que hi ha en l'actualitat constitueix gairebé el total dels quals han existit en el passat, addicionats els actuals.
Dit d'una altra manera, el nombre de científics del passat és una proporció gairebé irrellevant respecte de l'actual. No obstant això, un creixement exponencial no pot mantenir-se fins a l'infinit; és a dir, ha d'existir un límit, denominat «sostre o límit de saturació». Una vegada admès aquest límit, Price va postular que el creixement de la ciència té forma de corba logística.